# Pałac w Kątkach
Pałac w Kątkach –  zabytkowy pałac w Kątkach – wsi w Polsce, w województwie dolnośląskim, w powiecie świdnickim, w gminie Marcinowice.

## Historia
Obiekt pierwotnie wybudowany pod koniec XV w. jest częścią zespołu pałacowego, w skład którego wchodzi jeszcze park.